# Dorsa Tetyaev
I Dorsa Tetyaev sono un sistema di creste lunari intitolato al geologo tettonico sovietico Mikhail Mikhailovich Tetyaev nel 1976. Si trova nel Mare Crisium e ha una lunghezza di circa 176 km.